# 国分太一
国分 太一（こくぶん たいち、1974年〈昭和49年〉9月2日 - ）は、日本のタレント、司会者、アイドル、キーボーディスト。バンド形態の男性アイドルグループTOKIOの元メンバーでキーボード、コーラス（主に低音）を担当した。
東京都東久留米市出身。ジャニーズ事務所を経て、株式会社TOKIOで同事務所の取締役副社長・企画担当。株式会社TOKIO-BA社長。2025年6月以降、複数のコンプライアンス違反で無期限活動休止中である。

## 略歴
東京都東久留米市出身。TOKIO結成前は平家派に所属したほか、SMAPの前身であるスケートボーイズにも加入。SMAP結成当初も、サポートメンバーとして参加していた。1988年10月12日にテレビ東京ドラマ『あぶない少年III』にて俳優デビュー。1990年にジャニーズ事務所の先輩中村繁之の主演ミュージカルに出演し、数ヶ月間付き人をした後、平家派メンバーだった城島茂がリーダーを務めるバンド「TOKIO」に参加。1994年9月21日に『LOVE YOU ONLY』でCDデビューを果たす。同年10月11日には、テレビ朝日ドラマ『八神くんの家庭の事情』でドラマ初主演。
2005年2月に公開された映画『ファンタスティポ』で、映画初出演にして初主演を果たすと、2007年5月26日に公開された映画『しゃべれども しゃべれども』で単独初主演を果たす。
2011年2月27日に開催された東京マラソンに出場し、4時間30分41秒で完走した。
2014年3月31日、同日開始のTBS『いっぷく!』のメインキャスターに就任し、後継番組である『白熱ライブ ビビット』にも続投。『ビビット』は2019年9月27日まで放送され、前身の『いっぷく!』を含めて通算5年半帯番組のレギュラーを務めた。
2015年9月11日に、元TBS社員で3歳年下の一般人女性との結婚を発表。2016年10月31日には第1子女児が誕生。さらに、2018年9月3日に当時司会を務めていたTBS系情報番組「ビビット」にて、9月1日に第2子女児が誕生したことを報告した。
2021年3月25日に、Twitterの個人アカウントを開設した。
2022年5月5日から株式会社TOKIOの新プロジェクト「TOKIO-BA（トキオバ）」が始動することが発表され、プロジェクトと同時に立ち上げられた株式会社TOKIO-BAの社長に就任した。

## 不祥事
2025年6月19日、国分側からテレビ各局に番組からの降板を申し入れていることが報道された。 翌20日にはレギュラー番組『ザ!鉄腕!DASH!!』を放送する日本テレビが、コンプライアンス上の問題行為が複数あったとして番組からの降板を発表し、午後には緊急会見を行った。その後所属する株式会社TOKIOからも同様の理由で無期限の活動休止が発表された。具体的な問題行動の内容については、日本テレビ側はプライバシー保護を理由に詳細を控えるとし、事務所発表でも触れられていないため不明となっている。
同年6月25日、TOKIOは解散、株式会社TOKIOは所定の事務手続きおよび関係各位への説明等を終え次第、廃業することとなった。
無期限活動休止発表直後に、日本テレビ以外のテレビ局でも国分が出演している番組の放送休止が発表された。
テレビ東京は『男子ごはん』の2025年6月22日放送分以降を別番組に差し替える他、7月9日に放送される『テレ東音楽祭～2025夏～』の降板を発表した。また、7月19日放送分の『出川哲朗の充電させてもらえませんか?』は、国分の出演した部分をカットして放送した。
毎日放送は『TOKIOテラス』の2025年6月21日放送分を休止とした上で、6月24日に当面の間放送を休止することが発表された他、6月21日と6月28日放送分を直前枠である『MBS NEWS DIG』とともに休止した上で『バナナマンの早起きせっかくグルメ!!』の単発放送（5:45 - 6:30）に差し替える。
TBSテレビも、6月24日に『世界くらべてみたら』から降板を発表した。収録済みの回については、国分が出演している部分をカットして放送する。

## 人物
2008年4月20日から『太一×ケンタロウ 男子ごはん』をテレビ東京で開始し、『オーラの泉』が打ち切られる2009年3月までの1年間、NHKおよび民放在京キー局すべてで同時期にレギュラー番組を持っていた。
初主演映画『しゃべれどもしゃべれども』では、第62回毎日映画コンクールにて主演男優賞を受賞。第50回ブルーリボン賞においても、主演男優賞にノミネートされた。同作品では落語家役を演じ、劇中において落語家の柳家三三の指導の下、演目『火焔太鼓』『まんじゅうこわい』を披露した。
山口達也・松岡昌宏とともに、東山紀之の家に居候していた頃がある。
井ノ原快彦とは「たいのっち」というコンビ名で「たいのっちのオールナイトニッポン」（2003年7月24日、12月19日）を行い、TBSでも『タイノッチ』という番組を持っていた。
gooランキング「男性が好きなジャニーズタレントランキング（20-30代）」にて1位に選ばれた。タレント番組出演本数ランキングでは、2016年間出演数659本で2014・15年に続き3連覇を果たした。
家庭菜園もしており、野菜の他にもレモンなどの果樹やコットンなども育てている。なお、2008年に日本綿業振興会『COTTON USAアワード』Mr.部門を受賞している。
筆記は右利きで箸は左利きといういわゆるクロスドミナンスであるが、『男子ごはん』では右手で包丁を扱っている。本人曰く以前シェフを演じるにあたり右手で料理をする練習をしたところ、逆に左手でできなくなってしまったという。
2019年4月よりテレビ東京番組審議会委員を務めていたが、2023年10月をもって退任した。

### 司会者として
2006年には『オーラの泉』『R30』での司会が評価され、放送批評懇談会のギャラクシー賞5月期月間賞を受賞している。

### ミュージシャンとして
実際にはTOKIO結成時に余っている楽器がキーボードしかなかったのが鍵盤を始めるきっかけとなったと話している。シンセサイザー、グランドピアノ、エレクトリックピアノ、ハモンドオルガンなど様々な楽器を使いこなすため、曲提供者からのアレンジによる楽器要望にも柔軟に応えている。

## 作品

### 作詞・作曲を手がけた楽曲
- いぶし銀（アルバム『Graffiti』収録）- 「作詞：オレ 作曲：オレfeaturingジャンボ 編曲：ワシ、オレ」と表示されている。
- 君ともう一度… (1999年「ザ!鉄腕!DASH!!」の「ストリートミュージシャン」企画から生まれたインディーズバンド「15minutes」において作られた曲。当時は福岡のCD店で限定発売された。その後アルバム『YESTERDAY & TODAY』の購入者に再編版CDが抽籤で配布された。その際は曲名が「I never miss you…」に変更されている。)
- T2（アルバム『5 AHEAD』収録）
- うたにしちゃいました（アルバム『Harvest』収録）
- The Course of Life（アルバム『17』収録）
- home〜この場所〜（シングル『ホントんとこ/Future』収録)
- みあげれば（シングル『LOVE, HOLIDAY.』収録）
- I believe（シングル『東京ドライブ』収録）
- ジャンプ（シングル『fragile』収録）
- story（シングル『クモ』収録）
- ベープCMソング（2021年）[46] - 「歌唱：フマキラー社員たち with 株式会社TOKIO」となっている。

#### 作詞を手がけた楽曲
- 大波小波Rock'n Roll（ミニアルバム『電光石夏』収録）- 樋口了一との共作。

#### 作曲を手がけた楽曲
- Live my life! （アルバム『glider』収録）
- I'm mine （アルバム『glider』収録）
- VALE-TUDO（アルバム『ACT II』収録）
- undid（アルバム『Harvest』収録）
- スベキコト（「太陽と砂漠のバラ/スベキコト」、アルバム『17』初回盤収録）
- ...as one（アルバム『17』収録）
- 自由な名の下に（アルバム『17』収録）
- ベープCMソング（2022年）[47]

## 受賞歴
- 2006年5月期月間賞・ギャラクシー賞『オーラの泉』『R30』での司会
- 第62回毎日映画コンクール男優主演賞『しゃべれども しゃべれども』
- 第5回日本綿業振興会『COTTON USAアワード』Mr.部門受賞

## 出演
単独出演のみ。太字は主演。グループとしての出演はTOKIO#出演を参照。

### テレビドラマ
- あぶない少年III（1988年、テレビ東京）※テレビドラマ作品デビュー
- 兄貴に乾杯!（1991年、TBS）[48]
- 失恋白書（1991年、日本テレビ）
- 渡る世間は鬼ばかり第2シリーズ（1993年、TBS）
- 同窓会（1993年、日本テレビ） - 藤島潮 役
- お父さんは心配症（1994年、朝日放送） - 北野司 役
- 八神くんの家庭の事情（1994年、朝日放送） - 八神裕司 役 ※テレビドラマ初主演
- 春よ、来い（1995年、NHK総合 連続テレビ小説） - 竹中大輔 役
- ザ・シェフ（1995年、日本テレビ） - 田部太一 役
- 硝子のかけらたち（1996年、TBS） - 乾忠司 役
- 東京卒業（1996年、TBS） - 正木立郎 役
- せいぎのみかた（1997年、よみうりテレビ） - 坂本淳平 役
- 金のたまご（1997年、TBS） - 真壁行人 役[49]
- 研修医なな子（1997年、テレビ朝日） - 荒巻慎也 役
- お仕事です!（1998年、フジテレビ） - 淀川ヒビキ 役[50]
- 24時間テレビ 「愛は地球を救う」スペシャルドラマ「心の扉」（1998年、日本テレビ）
- 夜逃げ屋本舗 テレビシリーズ（日本テレビ） - 羽柴太陽 役
  - 夜逃げ屋本舗（1999年） - 羽柴太陽 役[51]
  - 夜逃げ屋本舗スペシャル（1999年） - 羽柴太陽 役[52]
- 新・俺たちの旅 Ver.1999（1999年、日本テレビ）第10話ゲスト出演
- バスストップ（2000年、フジテレビ） - 阿部究吾 役
- お前の諭吉が泣いている（2001年、テレビ朝日） - 大平太郎 役[53]
- 海猿（2002年・2003年、NHK総合） - 仙崎大輔 役[54]
- 演技者。（フジテレビ）
  - 「アメリカ」（2002年） - 兄 役
  - 「いい感じに電気が消える家」（2003年） - シンイチ 役[55]
- おとうさん（2002年、TBS） - 山口次郎 役[56]
- トキオ 父への伝言（2004年、NHK総合） - 宮本拓実 役[57]
- ラーメン発見伝（2004年、日本テレビ） - 藤本浩平 役
- 広島・昭和20年8月6日（2005年、TBS） - 重松道昭 役[58]
- ダンドリ。〜Dance☆Drill〜（2006年、フジテレビ） - 石橋渡 役[59]
- いのちのいろえんぴつ（2008年3月22日、テレビ朝日） - 香川康介 役

### 映画
- ファンタスティポ（2005年）- ダブル主演・鯉之堀トラジ 役※映画初主演・出演作
- しゃべれども しゃべれども（2007年）- 今昔亭三つ葉（外山達也） 役[60]
- だいじょうぶ3組（2013年）- 白石優作 役

### テレビ番組

#### 出演中だった番組
- 太一×ケンタロウ 男子ごはん→男子ごはん（2008年4月20日 - 、テレビ東京）
- TOKIOテラス（2021年4月18日 - 2025年6月14日、毎日放送）[61]

#### バラエティ番組
- 真夜中の王国（1996年4月16日 - 1997年3月25日、NHK BS2）
- 新ボキャブラ天国→黄金ボキャブラ天国（1997年4月13日 - 1998年3月17日、フジテレビ）
- ぐるぐるナインティナイン「グルメチキンレース・ゴチになります!」（1998年10月 - 2017年12月21日、日本テレビ）
- USO!?ジャパン（2001年4月14日 - 2003年9月13日、TBS）
- 探検!ホムンクルス〜脳と体のミステリー〜→脳力探検クイズ!ホムクル（2003年10月11日 - 2004年9月18日、TBS）
- R30（2004年10月8日 - 2008年9月26日、TBS）
- 国分太一・美輪明宏・江原啓之のオーラの泉（2005年4月4日 - 2009年9月19日、テレビ朝日）
- ザ少年倶楽部プレミアム（2006年4月23日 - 2014年3月19日、NHK BS2）
- 解体新ショー（2007年4月14日 - 2009年3月13日、NHK総合）
- タイノッチ（2008年10月14日 - 2010年3月23日、TBS）
- 世界笑える!ジャーナル（2010年4月21日 - 8月25日、TBS）
- おもろゲ動画SHOW 投稿!1000000000ビュー（2010年10月13日 - 2011年3月23日、TBS）
- 世界のみんなに聞いてみた（2011年10月12日 - 2012年3月21日、TBS）
- クイズ 100人力（2013年5月4日 - 2014年2月1日、NHK総合）
- たけしのニッポンのミカタ!（2010年4月10日 - 2021年3月26日、テレビ東京）
- 23時の密着テレビ「レベチな人、見つけた」（2021年3月30日 - 2022年3月29日、テレビ東京）[注釈 5][62]
- 国分太一のおさんぽジャパン（2013年4月1日 - 2020年3月31日、フジテレビ）
  - 国分太一のお気楽さんぽ ～Happy Go Lucky〜（2020年4月1日 - 2022年3月31日、フジテレビ）[63]
  - 国分太一の気ままにさんぽ（2022年4月1日 - 2023年3月31日、フジテレビ）[64]
- タイチサン!（2020年2月2日 - 2024年3月31日、東海テレビ）[65]
- 世界くらべてみたら（2017年10月19日 - 2025年6月11日、TBS）[注釈 6][66][67]

- 国分太一のTHE CRAFTSMEN （2022年4月1日 - 2025年6月13日、BSJapanext）[68] - 初回時の番組名は『国分太一の新番組（仮）』[69][70]

#### 特別番組
- ニュースの女王決定戦（2002年 - 2007年、日本テレビ）
- スイスペ!超豪華最強アーティスト大集合　永遠のベストヒット　赤面!デビュー㊙伝説大公開スペシャル（2002年7月17日、テレビ朝日）
- ABOAB血液型性格診断のウソ・ホント!本当の自分&相性探し来年こそは開運スペシャル（2004年12月28日、TBS）
- 昭和ニッポン映像クイズ　ザ・タイムトラベラー（2005年4月12日、TBS）
- 天才小学生とマジバトル!! クイズ!芸能人をナメるなよ!!（2005年8月21日・2006年9月23日、関西テレビ）
- 決定!全国47都道府県超ランキングバトル!!出身県で性格診断!?ニッポン県民性発表SPシリーズ（2006年 - 2008年、TBS）
- 叱って!ブロンド先生（2006年12月31日・2007年4月7日・6月29日、TBS）
- 2007史上最大スポーツ大感謝フェスティバル超一流アスリート一挙大集合スペシャル!!（2007年12月25日、TBS）
- バラエティーニュース キミハ・ブレイク「TOKIOの東京上から目線」（2008年12月2日、TBS）
- 大緊張バトルゲーム　かんたんスタジアム（2009年10月14日、TBS）
- 思い込みは一生の恥!クイズ本当にそれでいいんですね?（2010年4月1日、日本テレビ）
- スパニチ!!世界のみんなに聞いてみた（2011年8月7日、TBS）
- 2011年日本賞Presents 世界のとっておきテレビ（2011年12月24日、NHK Eテレ）
  - 2012年日本賞Presents 世界のとっておきテレビ（2012年12月16日、NHK Eテレ）
  - メディアがひらく、子どもたちの未来〜日本賞2014から〜（2014年12月28日、NHK Eテレ）
- 国分くん家のスポーツ忘年会2011（2011年12月30日、フジテレビ）
- クイズ!100人力「温泉対決」（2012年10月27日、NHK総合）
- 世界マジあるツアーズ（2013年1月3日、フジテレビ）
- カスペ!わたしを救う 革命ドクター（2013年5月14日、フジテレビ）[71]
- テレ東音楽祭（テレビ東京）
  - テレ東音楽祭（初）第2部　慣れない生放送ドタバタですいませんSP（2014年6月26日）[72]
  - テレ東音楽祭（2）（2015年6月24日） - 総合MC[73]
  - テレ東音楽祭（3）（2016年6月29日） - 総合MC[74]
  - テレ東音楽祭 2017（2015年6月28日） - 総合MC[75]
  - テレ東音楽祭 2018（2015年6月下旬） - 総合MC[76]
  - テレ東音楽祭2019!思わず歌いたくなる!最強ヒットソング100連発!5時間生放送（2019年6月26日） - 総合MC[77]
  - テレ東音楽祭2020夏 〜もう一度聞きたい最強ヒットソング100連発〜（2020年6月24日） - 総合MC[78]
  - テレ東音楽祭2020秋 〜思わず歌いたくなる！最強ヒットソング100連発〜（2020年9月30日） - 総合MC[79]
  - テレ東音楽祭2021 〜思わず歌いたくなる最強ヒットソング100連発〜（2021年6月30日） - 総合MC[80]
  - テレ東音楽祭2022春 〜思わず歌いたくなる！最強ヒットソング100連発〜（2022年2月23日） - 総合MC[81]
  - テレ東音楽祭2022夏 〜思わず歌いたくなる！最強ヒットソング100連発〜（2022年6月22日） - 総合MC[82]
  - テレ東音楽祭スペシャル1964→2024～60年分の名曲!実は“歌の衝撃映像”ベスト100～（2024年11月20日） - 総合MC[83][84]
- サントリー1万人の第九2018（2018年12月29日、毎日放送制作、TBS系列）[85]
- おしゃれクリップ （2022年4月3日、日本テレビ） - スペシャルMC[86]
- 太一・イノッチ・ジュニアのいい歳こいて（2024年10月3日、TBS）[87]

#### ドキュメンタリー番組
- 感動！北の大自然スペシャル・森のラブレター・倉本聰が贈る果てしない命の物語（2009年2月11日、TBS）[88]
  - 森のラブレターII〜感動！倉本聰が贈る…地球と命の輝きSP〜（2010年1月9日、TBS）[89]
- 皇室アルバム50年スペシャル（2010年3月24日、毎日放送）
- 夢のタクトを振る日（2011年6月5日、毎日放送）
- NHKスペシャル「釜石の“奇跡”〜いのちを守る特別授業〜」（2012年9月1日、NHK総合）[90]

#### スポーツ番組
- FIFAワールドカップキャスター（2002年・2006年、TBS）
- 全日本フィギュアスケート選手権（2004年・2005年・2008年 - 2013年、フジテレビ）
- メダリストオンアイス（2008年 - 2010年、フジテレビ）
- 世界フィギュアスケート選手権（2006年・2009年・2010年・2013年・2014年、フジテレビ）
- ジャパン・フィギュア団体戦（2009年・2011年、フジテレビ）
- 四大陸フィギュアスケート選手権（2011年、フジテレビ）
- トリノ五輪感動甦る！シアターオンアイス（2006年3月5日、フジテレビ）
- すぽると! 土曜版（2009年4月 - 2014年12月27日、フジテレビ）「土曜すぽると!編集長」役
- 大阪国際女子マラソン（2010年 - 2014年、関西テレビ）スペシャルサポーター
- 名古屋ウィメンズマラソン2012（2012年3月11日、東海テレビ）
- ロンドンオリンピック2012キャスター（2012年、フジテレビ）[91]
- ソチオリンピック2014キャスター（2014年、フジテレビ）[92]

#### 情報番組
- いっぷく!（2014年3月31日 - 2015年3月27日、TBS）
- 白熱ライブ ビビット→ビビット（2015年3月30日 - 2019年9月27日、TBS）

### ラジオ
- G1 Grouper(1995年4月-1997年3月、FM東京)
- 国分太一のラジオ黄金時代 Radio box(1999年4月-2001年3月、FM東京)
- 国分太一 TOKIO ザ・ライド（2001年4月-2014年3月、文化放送）
- 国分太一 Radio Box（2001年4月-2025年6月、JFN）
- 国分太一のオールナイトニッポンwithナインティナイン（2008年4月24日、ニッポン放送）

### CM
- スポーツ振興くじ toto
- ミサワホーム[93]
- 森永製菓 - 『ミルクココア』「ねるねるココア」
- 日清食品 - 『チキンラーメン』
- 進研ゼミ - 「明日を目指して!」
- アサヒビール - 『アサヒスーパードライ』「樽生」
- 松下電工 - 「わが家、見なおし隊」「ツインPa」
- 江崎グリコ
  - 『堅焼プリッツ』 - 「堅焼物理学篇」（2007年）
  - 『プリッツ』 - 「手ばなし篇」（2007年）、「パクパク篇」（2008年）
- WAON（2007年）
- アサヒ飲料 - 『WONDA』 ザ・ブラック/モーニングショット/ゼロマックス/金の微糖（2008年）※高田純次と共演
- ジャパネットたかた - 「35歳・男篇」「長男篇」「友人篇」「弟篇」（2009年 - 2025年）※2010年10月からジャパネット社長の髙田明と共演。[94]
- 富士重工業 - 『先進運転支援システム「新型EyeSight（アイサイト）」』（2012年1月 - 2013年9月、山口達也と共演）
- P&G - 『ジョイ』、「Gel Tab（ジェルタブ） チャレンジジョイ」（2012年2月 - 2014年8月）以前、高田純次が出演していたお宅に訪問して、洗剤（ジョイ）で食器や調理器具の汚れの落ち具合を確かめるCMが復活。
- ミツカン - 『追いがつおつゆ』「旬の野菜を楽しもうキャンペーン」（2014年 - 2015年4月[95]）
- サッポロホールディングス サッポロビール
  - 『SAPPORO＋（サッポロ プラス）』、「中華料理編」、「いろんな料理編」（2015年5月[96] - 2016年1月[95]）
  - サッポロ 麦とホップ「15年目の濃いコク篇」（2022年2月 - ）[97]
- 福島県 - 『天のつぶ』「ふくしまプライド。「天のつぶ」篇」（2016年）[98]
- ハウスウェルネスフーズ「ウコンの力」（2017年11月[99] - 2018年11月[100]）
- 丸美屋食品工業「麻婆豆腐の素」「かけうま麺用ソース」（2019年 - ）[101]
- ACジャパン - ｢2021年支援キャンペーン『助かるはずの命』｣ （2021年） - ナレーション[102]

### 舞台
- ぼくのシンデレラ（1990年8月、青山劇場）
- 聖闘士星矢（1991年8月、青山劇場）
- Lady,Be Good!（1993年10月、青山劇場）
- サウンド・オブ・ミュージック（1995年4月 - 5月、帝国劇場/中日劇場）
- ザ・オーディション〜今度の主役は俺のバンダナ〜（2004年9月、東京グローブ座）

### その他
- TOKIO国分太一の太一におまかせ!（2000年、大蔵財務協会企画の租税教育用ビデオ）

## 書籍
- 『タヒチ タイッチのリゾート気分で』角川グループパブリッシング、2007年9月1日。ISBN 978-4-04-894205-8。

### 雑誌連載
- GINZA（音楽コラム）（マガジンハウス）
- ポポロ「TOKIOのど真ん中から愛を込めて！」（麻布台出版社）
- 男子キッチン「国分太一にっぽんを味わう」（2012年、角川グループパブリッシング）